# تالا کلانکا
تالا کلانکا (به اسپانیایی: T'alla Kallanka) یک کوه در پرو است که در Peru, Apurímac Region واقع شده‌است. تالا کلانکا ۵٬۰۰۰ متر بالاتر از سطح دریا واقع شده‌است.